# Carnegie International
Carnegie International ist die älteste Nordamerikanische Ausstellung für internationale zeitgenössische Kunst.
Sie wurde von Andrew Carnegie gegründet und fand erstmals am 5. November 1896 in Pittsburgh statt. 

## 1999/2000 Featured Artists
Franz Ackermann, Matthew Barney, Janet Cardiff, John Currin, Hanne Darboven, Thomas Demand, Mark Dion, Willie Doherty, Olafur Eliasson, Kendell Geers, Felix Gonzalez-Torres, Ann Hamilton, José Antonio Hernández-Diez, Pierre Huyghe, Alex Katz, William Kentridge, Bodys Isek Kingelez, Suchan Kinoshita, Martin Kippenberger, Kerry James Marshall, Takashi Murakami, Shirin Neshat, Ernesto Neto, Chris Ofili, Gabriel Orozco, Markéta Othová, Laura Owens, Edward Ruscha, Gregor Schneider, Ann-Sofi Sidén, Roman Signer, Sarah Sze, Sam Taylor-Wood, Nahum Tevet, Diana Thater, Luc Tuymans, Kara Walker, Jeff Wall, Jane and Louise Wilson, Chen Zhen

## 2004–2005 Featured Artists
Tomma Abts, Paweł Althamer, Francis Alÿs, Mamma Andersson, Chiho Aoshima, Kaoru Arima, Kutlug Ataman, John Bock, Lee Bontecou, Robert Breer, Fernando Bryce, Kathy Butterly, Maurizio Cattelan, Paul Chan, Anne Chu, Robert Crumb, Jeremy Deller, Philip-Lorca diCorcia, Peter Doig, Trisha Donnelly, Harun Farocki, Saul Fletcher, Isa Genzken, Mark Grotjahn, Rachel Harrison, Carsten Höller, Katarzyna Kozyra, Jim Lambie, Mangelos, Julie Mehretu, Senga Nengudi, Oliver Payne, Nick Relph, Araya Rasdjarmrearnsook, Neo Rauch, Ugo Rondinone, Eva Rothschild, Yang Fudong

## 2008 Featured Artists
Doug Aitken, Kai Althoff, Mark Bradford, Vija Celmins, Phil Collins, Bruce Conner, Cao Fei, Peter Fischli und David Weiss, Ryan Gander, Daniel Guzmán, Thomas Hirschhorn, Richard Hughes, Mike Kelley, Friedrich Kunath, Maria Lassnig, Sharon Lockhart, Mark Manders, Barry McGee, Mario Merz, Marisa Merz, Matthew Monahan, Rivane Neuenschwander, Manfred Pernice, Susan Philipsz, Noguchi Rika, Wilhelm Sasnal, Thomas Schütte, Ranjani Shettar, David Shrigley, Paul Sietsema, Rudolf Stingel, Katja Strunz, Paul Thek, Wolfgang Tillmans, Rosemarie Trockel, Apichatpong Weerasethakul, Andro Wekua, Richard Wright, Haegue Yang